# Территориальная генерирующая компания № 9

Старый логотип ТГК-9

ОАО «Территориальная генерирующая компания № 9» (ОАО ТГК-9) — бывшая российская энергетическая компания. Полное наименование — «Открытое акционерное общество „Территориальная генерирующая компания № 9“». Штаб-квартира располагалась в Перми.
Основана 9 декабря 2004 года, операционную деятельность начала 1 апреля 2005 года. Упразднена 1 декабря 2014 года в связи с реорганизацией структуры генерирующих активов КЭС-Холдинга.

## Собственники и руководство
По состоянию на 2007 год РАО «ЕЭС России» принадлежало 16,1133 % акций «ТГК-9», 67 % акций контролировали структуры компании «Комплексные энергетические системы» (КЭС).
В I квартале 2008 года «КЭС-Холдинг», управляющий энергетическими активами Виктора Вексельберга, увеличил свою долю до 75 % акций.
По состоянию на 16 мая 2014 года структура акционерного капитала выглядела следующим образом:
- ООО «КЭС-Холдинг» — 43,9 %;
- Integrated Energy Systems Ltd — 21,03 %;
- Merol Trading Ltd — 16,38 %

На базе генерирующих и теплосетевых активов ТГК-5 и ТГК-9 в 2008 году создан единый бизнес-дивизион КЭС-Холдинга «Генерация Урала». Установленная электрическая мощность генерирующих активов дивизиона — 5 782 МВт, тепловая — 25 818 Гкал/ч. Центр управления «Генерации Урала» расположен в Перми. Численность персонала — более 17 тыс. человек.
Председатели совета директоров:
- Абызов Михаил Анатольевич (24 декабря 2004 — 22 декабря 2005)
- Чикунов Александр Васильевич (22 декабря 2005 — 12 марта 2008)
- Глущенко Алексей Дмитриевич (с 12 марта 2008)

Генеральные директора (2006—2008):
- Родин Валерий Николаевич (декабрь 2004 — 17 сентября 2006)
- Макаров Андрей Юрьевич (18 сентября 2006 — 16 мая 2008)

C 16 мая 2008 года полномочия генерального директора осуществляло ЗАО «Комплексные энергетические системы». Фактическим руководителем ТГК-9 являлся руководитель дивизиона «Генерация Урала» ЗАО «КЭС».
Руководители дивизиона «Генерация Урала» ЗАО «КЭС»:
- Макаров Андрей Юрьевич (19 мая 2008 — 1 июня 2009)
- Нижанковский Роман Валентинович (с 1 июня 2009 года)

## Деятельность

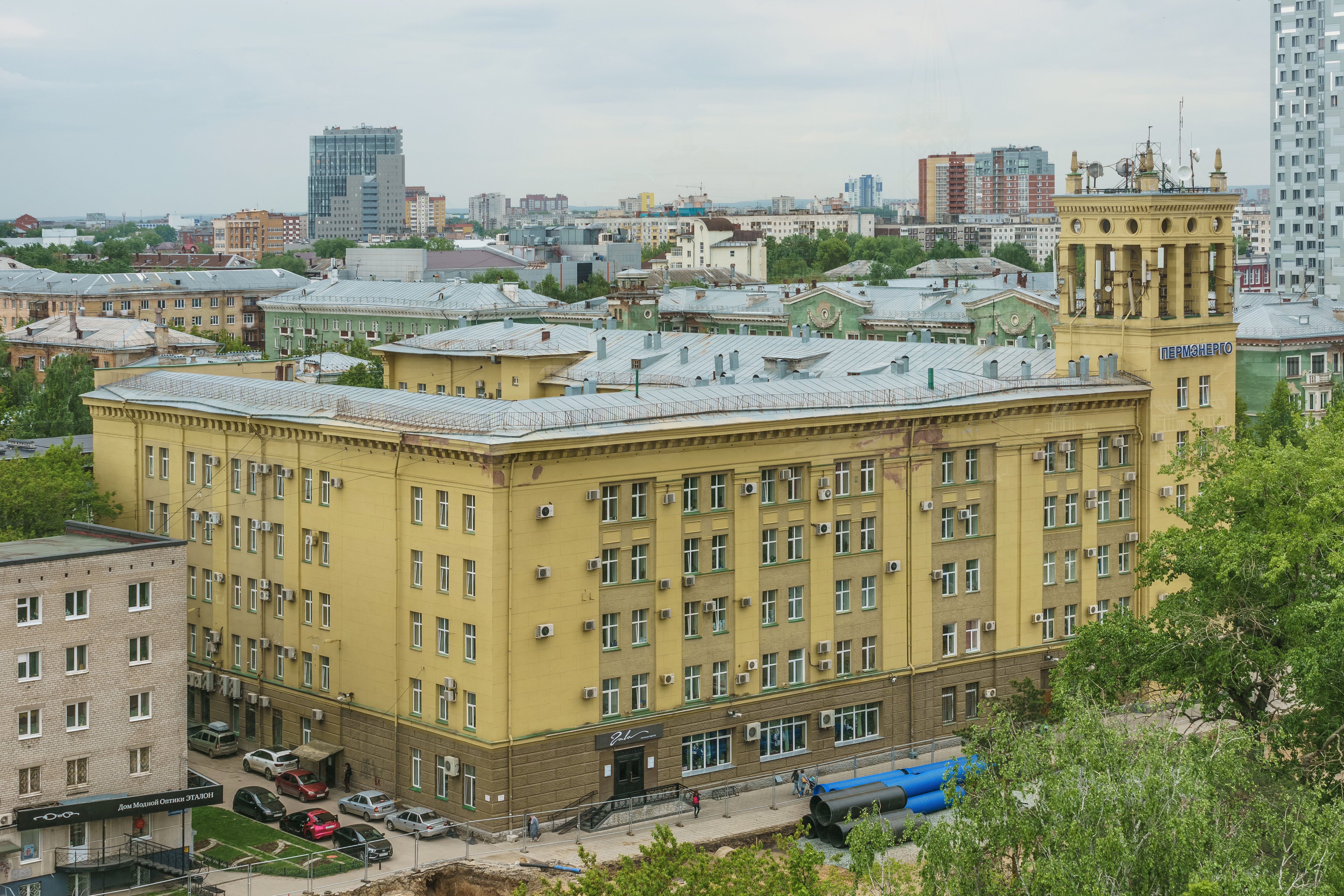
Штаб-квартира ТГК-9

В «ТГК-9» входили тепловые электростанции Свердловской области, Пермского края и Республики Коми:
- Артёмовская ТЭЦ;
- Березниковская ТЭЦ-2;
- Березниковская ТЭЦ-4;
- Березниковская ТЭЦ-10;
- Богословская ТЭЦ;
- Воркутинская ТЭЦ-1;
- Воркутинская ТЭЦ-2;
- Свердловская ТЭЦ;
- Закамская ТЭЦ-5;
- Интинская ТЭЦ;
- Качканарская ТЭЦ;
- Кизеловская ГРЭС;
- Красногорская ТЭЦ;
- Нижнетуринская ГРЭС;
- Ново-Свердловская ТЭЦ;
- Первоуральская ТЭЦ;
- Пермская ТЭЦ-6;
- Пермская ТЭЦ-9;
- Пермская ТЭЦ-13;
- Пермская ТЭЦ-14;
- Сосногорская ТЭЦ;
- Чайковская ТЭЦ-18,

а также две гидроэлектростанции:
- Широковская ГЭС
- Верхотурская ГЭС

Кроме этих активов, «ТГК-9» принадлежали 35 котельных и 4 предприятия тепловых сетей.
Совокупная электрическая мощность станций — более 3 280 МВт. Установленная тепловая мощность — почти 17 тыс. Гкал/ч. В состав компании входили 30 филиалов.
Общая численность персонала — 10,6 тыс. человек (2007).
Консолидированная выручка компании за 2013 год — 132,0 млрд руб. (142,4 млрд руб. в 2012 году), чистый убыток — 4,3 млрд руб. (1,9 млрд руб. в 2012 году).
Выработка электроэнергии в 2007 году — 16,3 млрд кВт·ч, теплоэнергии — 41,5 млн Гкал.